# Ŭ
Ŭ (gemenform: ŭ) är den latinska bokstaven U med en brevis över.

## Esperanto
Ŭ används i esperanto där den uttalas [u̯] och används oftast i diftongerna aŭ, eŭ och oŭ. Ŭ kan användas som ett w i främmande ord t.ex. Ŭaŝingtono, vilket betyder Washington.

## Vitryska
På vitryska uttalas ŭ [u̯]. Den kyrilliska motsvarigheten är ў.